# Мюррей, Джон (теолог)
Джон Мюррей (10 октября 1741 — 3 сентября 1815) — английский и американский религиозный деятель и теолог, основатель универсалистской церкви в США.

## Биография
Родился в Алтоне, Хэмпшир, 10 октября 1741 года; его отец был англиканином, мать — пресвитерианкой. В 1751 году семья переехала в Корк, Ирландия. В 1760 году вернулся в Англию. 
Первоначально присоединился к конгрегации Джона Уайтфилда и боролся с универсалистским учением валлийского священника Джеймса Релли, однако вскоре стал его последователем и был отлучён от церкви. После смерти жены и маленького сына вера Мюррея была поколеблена, и он в 1770 году эмигрировал в американские колонии, где встретил вторую жену, вновь, по собственным словам, обрёл веру и начал проповедовать универсализм сначала в Нью-Джерси, с 1774 года в Вирджинии.
В 1774 году он переселился в Глостер (Массачусетс), создав там общину; после начала Войны на независимость сначала подозревался в шпионаже, однако в 1775 году стал капелланом одной из бригад, будучи назначен лично Джорджем Вашингтоном. В 1780 году он основал церковь в Глостере, затем проповедовал в Оскфорде, Бостоне и других местах Массачусетса. В 1793 году стал пастором универсалистской общины Бостона.